# Laplace-Verteilung

Dichtefunktionen der Laplace-Verteilung für unterschiedliche Parameter

Die Laplace-Verteilung (benannt nach Pierre-Simon Laplace, einem französischen Mathematiker und Astronomen) ist eine stetige Wahrscheinlichkeitsverteilung. Da sie die Form zweier aneinandergefügter Exponentialverteilungen hat, wird sie auch als Doppelexponentialverteilung oder zweiseitige Exponentialverteilung bezeichnet.

## Definition
Eine stetige Zufallsgröße {\displaystyle X} unterliegt der Laplace-Verteilung mit dem Lageparameter {\displaystyle \mu \in \mathbb {R} } und dem Skalenparameter {\displaystyle \sigma >0}, wenn sie die Wahrscheinlichkeitsdichte
{\displaystyle f(x)={\frac {1}{2\sigma }}e^{\displaystyle -{\frac {\left|x-\mu \right|}{\sigma }}}}
besitzt.
Ihre Verteilungsfunktion lautet
{\displaystyle F(x)={\begin{cases}\displaystyle {1 \over 2}e^{\displaystyle {\frac {x-\mu }{\sigma }}},&x\leq \mu ,\\\displaystyle 1-{1 \over 2}e^{\displaystyle -{\frac {x-\mu }{\sigma }}},&x>\mu .\end{cases}}}
Mittels der Signum-Funktion lässt sie sich geschlossen darstellen als
{\displaystyle F(x)={\frac {1}{2}}+{\frac {1}{2}}\operatorname {sgn} \left(x-\mu \right)\left(1-\exp \left(-{\frac {\left|x-\mu \right|}{\sigma }}\right)\right)}.

## Eigenschaften

### Symmetrie
Die Wahrscheinlichkeitsdichte ist achsensymmetrisch zur Geraden {\displaystyle x=\mu } und die Verteilungsfunktion ist punktsymmetrisch zum Punkt {\displaystyle (\mu ,1/2)}.

### Erwartungswert, Median, Modalwert
Der Parameter {\displaystyle \mu } ist gleichzeitig Erwartungswert, Median und Modalwert.
{\displaystyle \operatorname {E} (X)=\mu }

### Varianz
Die Varianz wird durch den Parameter {\displaystyle \sigma } bestimmt.
{\displaystyle \operatorname {Var} (X)=2\sigma ^{2}}

### Schiefe
Die Schiefe der Laplace-Verteilung ist
{\displaystyle \operatorname {v} (X)=0}.

### Kurtosis
Die Wölbung einer Laplace-Verteilung ist identisch 6 (entspricht einem Exzess von 3).
{\displaystyle \operatorname {Kurt} (X)=6}

### Kumulanten
Alle Kumulante {\displaystyle \kappa _{k}} mit ungeradem Grad {\displaystyle k>2} sind gleich Null. Für gerade {\displaystyle k} gilt
{\displaystyle \kappa _{k}=2(k-1)!\sigma ^{k}}

### Momenterzeugende Funktion
Die momenterzeugende Funktion eine Laplace-verteilten Zufallsgröße mit Parametern {\displaystyle \mu } und {\displaystyle \sigma } lautet
{\displaystyle M_{X}(t)={\frac {e^{\mu t}}{1-\sigma ^{2}t^{2}}}}, für {\displaystyle |t|<1/\sigma .}

### Charakteristische Funktion
Die charakteristische Funktion entsteht aus der momenterzeugenden Funktion, indem man das Argument {\displaystyle t} durch {\displaystyle is} ersetzt, man erhält:
{\displaystyle \phi _{X}(s)={\frac {e^{i\mu s}}{1+\sigma ^{2}s^{2}}}}.

### Entropie
Die Entropie der Laplace-Verteilung (ausgedrückt in nats) beträgt
{\displaystyle 1+\ln(2\sigma )}.

## Zufallszahlen
Zur Erzeugung doppelexponentialverteilter Zufallszahlen bietet sich die Inversionsmethode an.
Die nach dem Simulationslemma zu bildende Pseudoinverse der Verteilungsfunktion lautet hierbei
{\displaystyle F^{-1}(y)={\begin{cases}\displaystyle {1 \over \lambda }\ln(2y)&y<{1 \over 2}\\\displaystyle -{1 \over \lambda }\ln(2(1-y)),&y\geq {1 \over 2}\end{cases}}}.
Zu einer Folge von Standardzufallszahlen {\displaystyle u_{i}} lässt sich daher eine Folge
{\displaystyle x_{i}:=F^{-1}(u_{i})}
doppelexponentialverteilter Zufallszahlen berechnen.

## Beziehung zu anderen Verteilungen

### Beziehung zur Normalverteilung
Sind {\displaystyle X_{1},X_{2},X_{3},X_{4}\sim {\mathcal {N}}(0,1)} unabhängige standardnormalverteilte Zufallsgrößen,
dann ist {\displaystyle Z=\det {\begin{pmatrix}X_{1}&X_{2}\\X_{3}&X_{4}\end{pmatrix}}=X_{1}\,X_{4}-X_{2}\,X_{3}} standardlaplaceverteilt ({\displaystyle \mu =0}).

### Beziehung zur Exponentialverteilung
Eine Zufallsvariable {\displaystyle X:=Y_{\lambda }-Z_{\lambda }}, die als Differenz zweier unabhängiger exponentialverteilter Zufallsvariablen {\displaystyle Y_{\lambda }} und {\displaystyle Z_{\lambda }} mit demselben Parameter definiert ist, ist Laplace-verteilt.

### Beziehung zur Rademacher-Verteilung
Ist {\displaystyle X} Rademacher-Verteilt, und ist {\displaystyle Y} Exponentialverteilt zum Parameter {\displaystyle \lambda }, so ist {\displaystyle X\cdot Y}Laplace-Verteilt zu dem Lageparameter 0 und dem Skalenparametern {\displaystyle {\frac {1}{\lambda }}}.

### Abgrenzung zur stetigen Gleichverteilung
Die so definierte stetige Laplaceverteilung hat nichts mit der stetigen Gleichverteilung zu tun. Sie wird mit ihr trotzdem gerne verwechselt, weil die diskrete Gleichverteilung nach Laplace benannt ist (Laplacewürfel).